# Аганін Марк Абрамович
Марк Абрамович Аганін (12 жовтня 1876, Одеса — 25 грудня 1940, Одеса) — український геофізик. Магістр фізичної географії, доктор фізико-математичних наук (без захисту дисертації), професор (1922), член-кореспондент АН УРСР (1939).

## Біографія
Марк Абрамович Аганін народився в Одесі 30 вересня (12 жовтня) 1876 року в міщанській родині. 1885 року він вступив до підготовчого класу Другої одеської гімназії, яку закінчив 1894 року зі срібною медаллю.
1898 року Аганін закінчив із дипломом першого ступеня математичне відділення фізико-математичного факультету Новоросійського університету (сьогодні — Одеський національний університет імені І. І. Мечникова) в Одесі. 1904 року закінчив Санкт-Петербурзький політехнічний (технологічний) інститут.
1904 року розпочав роботу лаборантом кафедри опору матеріалів Варшавського політехнічного інституту. 1906 року став спостерігачем магніто-метеорологічної обсерваторії Новоросійського університету (сьогодні — Одеський національний університет імені І. І. Мечникова). Від 1908 року викладач Вищих жіночих курсів і реального училища в Одесі. У 1908–1909 роках перебував на стажуванні в метеорологічних обсерваторіях Санкт-Петербурга та Києва. 1910 року склав іспит на ступінь магістра фізичної географії
У 1913–1914 роках у Гайдельберзькому університеті (Німеччина) готувався до професорського звання. У 1915–1918 роках керував Павловським відділенням Головної геофізичної обсерваторії Росії та викладав на Петроградських вищих жіночих курсах. Від 1919 року — приват-доцент Новоросійського університету (сьогодні — Одеський національний університет імені І. І. Мечникова) та геофізик Одеської та Миколаївської геофізичних обсерваторій.
6 вересня 1920 року призначено естраординарним професором кафедри фізичної географії Кам'янець-Подільського державного українського університету. До Кам'янця-Подільського не прибув .
У 1922—1931 роках працював професором, завідувачем кафедри фізики Одеського політехнічного (пізніше енергетичного) інституту. У 1931—1935 роках керував магнітною зйомкою території України. Організував магнітне вимірювання 1500 пунктів і вперше склав магнітну карту України. Провів магнітну зйомку Чорноморського та Азовського узбережжя. У 1919—1940 роках керував роботою відділу актинометрії та земного магнетизму Одеської геофізичної обсерваторії.
22 лютого 1939 року обрано членом-кореспондентом АН УРСР (спеціальність — геофізика) .
У 1939—1940 роках був професором Одеського університету.
Помер 25 грудня 1940 року в поїзді, повертаючись із наукового відрядження з Ленінграда. Поховано в Одесі.

## Наукова діяльність
Марк Аганін — фахівець із фізики утворювання опадів і земного магнетизму. Вивчав механізм злиття крапель і теоретично пояснив закон Б. Келлера. Вивчав утворення роси й туманів, що започаткувало теорію штучного впливу на хмари й тумани. Збудував прилад для вимірювання випромінювання нічного неба.
1931 року Аганін відновив реєстрацію потенціалу електричного поля Землі.
Аганін заснував Магнітну обсерваторію у селі Степанівка за 60 км від Одеси. Її відкрито 1939 року.
В останні два роки свого життя (1939—1940) він відновив педагогічну діяльність в Одеському університеті.